# WORDS WORTH
《WORDS WORTH》（中文：光与影的传说）是日本élf公司在1993年7月22日發售的角色扮演類型的成人遊戲，1999年3月25日發售重製版。遊戲發售後也改編成OVA和小說。

## 故事
住在地上的光之一族（光の一族）和住在地下的影之一族（影の一族）由於「WORDS WORTH」的石板被暗之使者（闇の使者）破壞，兩族互相指責對方是犯人而引發長達100年以上的戰爭。在大结局打败暗之使者后，光与影两族走向和平。

## 种族设定

### 影之一族
以精灵的形象出现，与光之一族不同，不仅是生物学上被认为是人类的物种，还包括兽人和被视为怪物的物种在内构成。另外，寿命是光之一族的数倍。

### 光之一族
以人类的形象出现，与影之一族不同，它只由生物学上被认为是人类的物种构成。 寿命和现实世界中的人一样。

## 角色
聲優是OVA，Windows版沒有公開。

### 主要角色
アストラル（聲優：園村健）
本作男主角，影之一族的王子，真實身分是光之一族傳說最強劍士ステファノ・ポルックス的兒子ミド・ポルックス。後來遭受マリア究極魔法攻擊導致失憶而成為光之一族劍士，ファブリス賜名為「ポルックス」。持有影之戒指（影のリング）而擁有影之一族長命的特性。
シャロン（聲優：仲水里江）
本作女主角，影之一族的最強女劍士，アストラル的未婚妻和青梅竹馬。喜歡最強的男性，险遭光之一族国王ファブリス强奸玷污，后被アストラル拯救，与之共赴爱河。
マリア（聲優：芳田愛姫）
光之一族的女魔導師，ファブリス的養女，ミュー的母親，容貌吸引男人目光的贤淑美女，认真洁癖、不爱争斗的性格，被アストラル强奸，生下女儿ミュー。藉由戒指使用魔法，後來對アストラル發動究極魔法後失去魔力而將戒指交給女兒。
ミュー（聲優：山野美嶺）
光之一族的女魔導師，マリア的女兒，继承了母亲的美貌和魔法，ウィリアム的未婚妻，在水中沐浴的时候遇到危险，被アストラル救下。在结局藉由魔法消灭的暗之使者。
ニーナ（聲優：中野恵美）
影之一族的貓女，地下城劍士訓練所的接待員，後來誤認アストラル死去後而成為劍士並生下アストラル的女兒。

### 其他角色
ウォトシーカ（聲優：所澤隆士）
影之一族的國王，アストラル的父親。因为膝下无子，从而强暴了リタ，希望与リタ生下的孩子继承王位，但被暗之使者杀害，其未来王后リタ更是惨遭暗之使者强奸和玷污。
ファブリス（聲優：藤木郁也）
光之一族的國王，ウィリアム的父親。過去誤將マリア的父母害死而收養這對夫妻的女兒並取名マリア。试图强奸女主角シャロン但被阻止。
リタ（聲優：千代）
光之一族的剑士，ウォトシーカ的妻子，影之一族未来王后。其夫君被害，自己也被暗之使者强奸玷污，命运坎坷。是整部动画中最悲惨的女性。
暗之使者（聲優：长岛聪一、长田雄裕）
混沌的怪物，本作大反派，伪装成兩族的权臣テッシオ、メンザ。杀死了影之一族的國王并强奸玷污了他的未来王后。最终被光与影两族联军打败。
デルタ（聲優：詩子）
影之一族的夢魔，Windows版升格為女主角之一。
アリアドネ（聲優：河山佳乃）
アストラル和ニーナ的女兒，因為是兩族的混血兒而能夠解讀石板的文字。

## OVA
中文常用译名为《光与影的传说》，OVA由Arms製作，GREEN BUNNY發售的成人動畫作品，分成VHS和DVD版本發售，1999年到2000年發售本篇共5集，2002年發售外傳共2集，2009年發售特典映像共1集。 2022年2月25日發售藍光光碟BOX特别版，收录上述所有完整内容，并根据映伦规定做有码处理。

### 各話列表
| 集數      | 標題 | 發售日         |
| --------- | ---- | -------------- |
| VOL.1     |      | 1999年8月25日  |
| VOL.2     |      | 1999年11月25日 |
| VOL.3     |      | 2000年5月25日  |
| VOL.4     |      | 2000年8月25日  |
| VOL.5     |      | 2000年11月25日 |
| 外傳 前篇 |      | 2002年7月25日  |
| 外傳 後篇 |      | 2002年9月25日  |
| 特典映像  |      | 2009年12月18日 |

### 製作人員
- 原作：élf「WORDS WORTH」[5]
- 企画：金木怪男、天地悠大
- 導演：ふくもとかん（VOL.1－5）、富井恒（外傳）
- 劇本：杜野幼青
- 分鏡：ふくもとかん（VOL.1、VOL.2、VOL.4、VOL.5）、杜野幼青（VOL.3、外傳）
- 演出：土支田一香（外傳）
- 角色設計：鈴真、秋野空（外傳）
- 作画監督：鈴真（VOL.1－ 5）、秋野空（外傳）
- 美術監督：池端茂（VOL.1－5）、佐藤正行（外傳）
- 色彩設計：宮川はれみ（VOL.1－5）、野口稔（外傳）
- 撮影監督：森口洋輔（VOL.1－5）、長谷川洋一（外傳前篇）、植田慎也（外傳後篇）
- 音響監督：岩田靖弘（VOL.1－5）、響樂士（外傳）
- 音樂：修羅徹
- 製作人：雅太郎、越中おさむ、Show隈部（外傳）
- 動畫制作：Arms
- 動畫制作協力：スタジオ九魔（外傳）
- 製作：GREEN BUNNY

## 書籍

### 小說
《WORDS WORTH》小說是由三井秀樹2P負責撰寫；鈴真負責繪製插畫，由KSS發售共5冊。
| 集數 | 副標題 | 出版日        | ISBN               |
| ---- | ------ | ------------- | ------------------ |
| 1    |        | 2001年10月1日 | ISBN 9784877095352 |
| 2    |        | 2001年12月1日 | ISBN 9784877095598 |
| 3    |        | 2002年5月1日  | ISBN 9784877095673 |
| 4    |        | 2002年8月1日  | ISBN 9784877095802 |
| 5    |        | 2002年11月1日 | ISBN 9784877095819 |

### 其他
辰巳出版於1993年12月20日出版。

辰巳出版於1999年7月出版（ISBN 9784886414076）。

辰巳出版於2001年3月出版（ISBN 9784886415844）。

## 外部連結
- elf（日語）